# Концерт U2 у Сараєві

Плакат з рекламою виступу

23 вересня 1997 року ірландський рок-гурт U2 в рамках туру PopMart дав великий концерт на стадіоні Кошево в Сараєві, столиці Боснії та Герцеговини. Це були перші музичні зірки такої величини, що відвідали Сараєво після закінчення Боснійської війни і облоги міста. 

## Передісторія виступу
Вперше гурт зацікавився Сараєвом 1993 року під час туру Zoo TV Tour, коли музиканти разом з Білом Картером знімали документальний фільм і кліп, присвячені сербській облозі міста. Співпраця з Картером дозволила провести прямі телевізійні включення із Сараєва, що транслювалися на концертах гурту. Сигнал передавався через супутниковий зв'язок, музиканти транслювали звернення жителів боснійської столиці до громадськості. Музичним результатом такого співробітництва став сингл і кліп Miss Sarajevo (за участю Лучано Паваротті).
Після закінчення облоги і відступу сербських військ у листопаді 1995 року за допомоги послів та миротворців з ООН було заплановано, а згодом і проведено концерт, він пройшов 1997 року. Через відсутність інфраструктури і наслідки війни U2 планували провести невеликий благодійний концерт, натомість їм запропонували влаштувати повноцінний виступ в рамках туру «PopMart». Після довгих обговорень було вирішено провести концерт за тими ж правилами підготовки виступів, що й в інших містах.
Військовий конфлікт роз'єднав людей різних національностей і віросповідань, фактично розколовши країну на християнську і мусульманські частини, тож для того щоб всі бажаючі могли відвідати виступ у Кошеві, на кілька днів було поновлено залізничне сполучення боснійських регіонів із Сараєвом.
Окрім інших, музиканти зіграли пісню «Miss Sarajevo», написану учасниками U2 та Брайаном Ено. Цю пісню присвятили конкурсу краси, що проводився в боснійській столиці під час облоги міста.
Хоча самі музиканти лишились незадоволеними своїм виступом (технічна підготовка була проведена не найкращим чином, а Боно мав проблеми з голосом), концерт був вкрай позитивно сприйнятий як боснійцями, так і європейцями. Пізніше музиканти назвуть цей виступ одним з тих, якими вони пишаються найбільше за всю історію гурту U2. 

## Поза лаштунками

### Війна в Сараєві
Югославія перед війною складалась з шести республік:
- Боснія і Герцеговина,
- Хорватія,
- Македонія,
- Чорногорія,
- Сербія,
- Словенія.

1991 року спочатку Словенія, а потім Хорватія вийшли зі складу Югославії. Боснія послідувала за ними. Ця республіка в основному населена босняками, сербами та хорватами, тут у березні 1992 року було проведено реферундум, де майже 100 % населення підтримало ідею утворення незалежної держави.
Місцеві серби хотіли, щоб Республіка Сербська (регіон країни) була приєднана до Сербії, війська цього регіону за підтримки сербів та росіян оточили Сараєво армією, що налічувала 18.000 осіб. На пагорбах навколо міста було розміщено артилерію, танки, засоби протиповітряної оборони, міномети тощо.
З 2 травня 1992 року і до кінця війни 1996 року серби проводили воєнну блокаду міста. Армія Боснії налічувала 40 тис. чоловік, що перебували всередині міста, проте вони були вкрай погано екіпіровані і не мали можливості прорвати облогу. Через етнічні чистки багато мусульман були вимушені покинути місця проживання. Сербські снайпери підтримували напруження в місті: в той час, коли його не бомбили, вони могли розстрілювати людей (в тому числі жінок і дітей), які намагалися знайти їжу або купити її. Міни розмальовували яскравими кольорами, щоб діти могли подумати, що це іграшки і граючись спровокувати вибух. 

### Реакція гурту U2 на війну
1993 року гурт U2 подорожував Європою з альбомом Zooropa в рамках туру Zoo TV Tour. Перед виступом 3 липня у італійській Вероні, музиканти отримали факс від Радіо і телебачення Боснії і Герцеговини з проханням дати інтерв'ю щодо тодішньої ситуації у Боснії.
Гурт погодився і зустрівся з американським волонтером Біллом Картером, який жив на той момент у Сараєві і виступив від імені телерадіостанції через заборону сербських військ на вільне пересування босняків країною.
Картер описав свої спостереження з Сараєва, де він допомагав місцевим жителям виживати у складних ситуаціях. Інформації про справжній стан справ у боснійській столиці і Боснії взагалі того часу було мало, тож лідер гурту Боно був спантеличений, почувши, що люди живуть у підвалах та бомбосховищах, іноді вмикаючи голосно музику, щоб не чути звуків від вибухів. Знаходячись в Сараєві, Картер побачив інтерв'ю Боно на MTV, де той підкреслив, що основним мотивом альбому Zooropa є єдина Європа. Спостерігаючи жахи воєнного часу, Картер вирішив звернутися до співака за підтримкою. Він запросив U2 приїхати до Сараєва, щоб висвітлити проблеми війни і спробувати таким чином зацікавити ЗМІ, які «втомилися» висвітлювати цей конфлікт.
Боно погодився на пропозицію Картера, не питаючи згоди останніх членів гурту. Інші музиканти згодом теж підтримали цю ідею, але без обговорення деталей. Вони запропонували розглянути варіант невеликого музичного шоу, яке можна було б влаштувати в бункері, де переховувались Картер зі своїми друзями під час бомбардувань. Боно пояснив це так: «Навіть якщо ми отримаємо трохи уваги від MTV та суспільства, це вже щось».

## Прямі включення

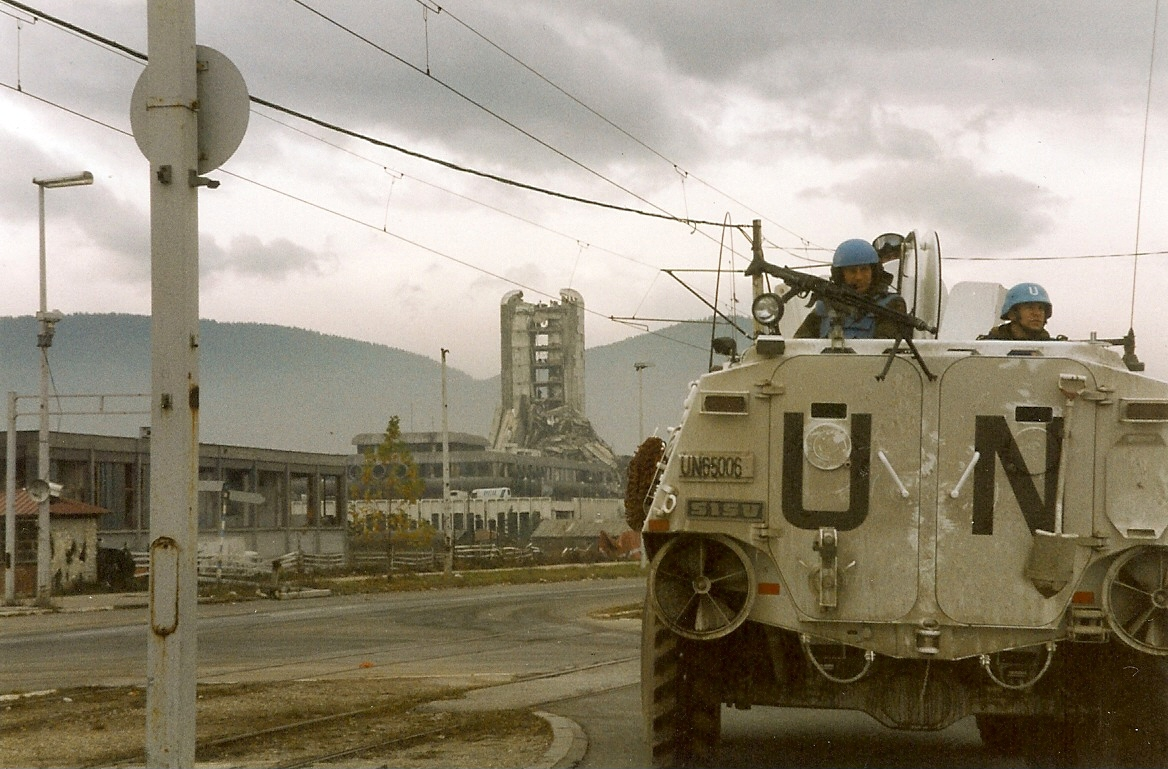
«Алея снайперів», фото 1995 року. Під час туру гурту U2 Zoo TV Tour, Картер мав пройти цими місцями, щоб мати змогу транслювати відео-сигнал через супутник.

Замість цього гурт вирішив використати супутниковий звя'зок для трансляції звернень людей з обложеного міста. Картер повернувся до Сараєва і підготував апаратуру. Гурт замовив супутникове обладнання з доставкою до Сараєва і сплатив за це 100 тис. фунтів, щоб вступити до Європейської мовної спілки (EBU) і отримати дозволи. Після налаштувань U2 почали трансляції, які проводились вночі час із Сараєва. Перший ефір було проведено 17 липня 1993  року Болоньї, Італія.
Протягом трансляцій Картер розказував, як погіршується ситуація в місті, а босняки розповідали про своє життя під час облоги. Такі включення контрастували з останньою частиною виступу, яка була яскравою і місцями навіть сатиричною. Записи для концертного відеоряду біли відредаговані і оброблені, на відміну від включень із Сараєва, де перелякані люди часто не знали, хто говоритиме наступним, і про що саме розповідати.
U2 припинив трансляції виступів у серпні 1993 року після того, як стало відомо, що облога Сараєва на той час опинилась на перших шпальтах багатьох британських газет.

### Реакція на трансляції
Зворотній зв'язок був неоднозначним. Багато з прихильників творчості U2 вважало, що такі включення заважають репутації виступу. Більшість з представників британської преси сприйняло ідею різко негативно. Журналіст з NME відгукнувся про концерти так: «Боснійські включення позбавлені смаку. Це було огидно.» 
Гітарист Едж сказав: «Зазвичай ми не бачимо таких холодних жахливих новин. Ми отримуємо очищену, дезинфіковану інформацію… Коли ви дивитесь телебачення, ви бачите щось прийнятне. Саме тому ці включення так вразили всіх, в тому числі й нас».
На концерті в Ґлазґо боснійська жінка сказала: «Ми також хочемо слухати музику, натомість ми чуємо крики поранених і катованих, а також жінок, яких ґвалтують.» Деякі люди були шоковані побаченим, і це послужило мотивом до приєднання до проекту «War Child», це зробив і продюсер гурту Браян Іно. Незважаючи на те, що U2 не зміг би виступити в Сараєві під час війни, вони дали обіцянку зробити це одного дня, коли війна закінчиться. Незважаючи на критику і сумніви суспільства, Боно домігся свого і провів цей легендарний концерт.
Боно і Картер разом працювали над документальним кіно під назвою Miss Sarajevo, яке було записане протягом шести місяців проживання Картера в місті.

## Підготовка до концерту
Після закінчення боснійської війни і зняття облоги Сараєва 1995 року ситуація в регіоні почала повільно стабілізуватись. U2 почав планувати концерт в Сараєві. Цим виступом мав розпочатись тур PopMart 1997 року. Це перший післявоєнний концерт в столиці Боснії, до цього тут виступив лише гурт China Drum — у липні 1996 року.
Музичний журналіст Ендрю Мюллер коротко описав виступ «China Drum», як «логічстичний і адміністративний жах». Мухамед Сакірбей, посол Боснії у ООН, вирішив допомагати U2 з підготовкою у ролі промоутера та організатора.

Проведення такого концерту вилилось фінансові втрати для колективу у розмірі 500.000 фунтів, навіть незважаючи на спонсорство від Coca-Cola та GSM. Ціни на квитки продавались за ціною 8 фунтів або 18 доларів США з огляду на критично високий рівень безробіття в місті — 50 %. 

U2 зупинились в готелі Holiday Inn (фото 2007 р.), який також постраждав від війни. Готель, що розташований на Алеї снайперів, використовувався журналістами під час війни.

В липні 1997 року U2 отримали запрошення від міста Базель у Швейцарії зіграти за 4 млн $ концерт саме в той день, на який було заплановано сараєвський виступ. Щоб не було сумнівів, що U2 приїдуть, посол Сакрібей з'являвся на багатьох з попередніх концертів гурту як лобіст ідеї цього концерту і давав зрозуміти тим самим, що він зробить все що може для його проведення. 

Кількасот бійців SFOR були задіяні для підтримання Дейтонських угод під час виступу. Музиканти були вражені побаченим: протягом війни Стадіон Кошево використовували як морг, а його околиці було перетворено на цвитнар.

## Концерт

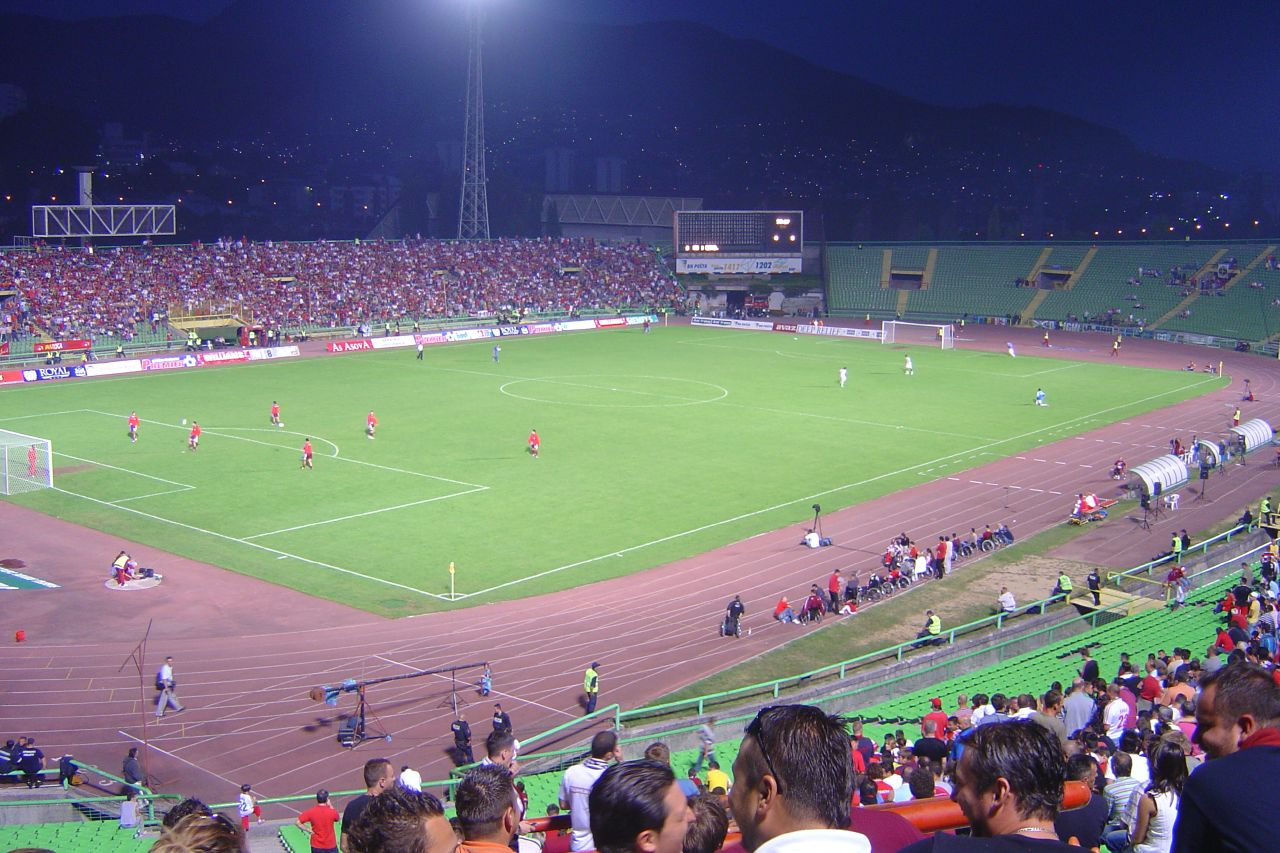
Стадіон Кошево (фото 2003 року)

На концерт 23 вересня 1997 року прийшло близько 45000 глядачів. Шоу транслювалось місцевим телебаченням, також велась пряма трансляція на BBC і кількох міжнародних радіостанціях. 10000 солдат слідуквали за порядком протягом виступу. Під час концерту було вирішено відкрити ворота стадіону, щоб безкоштовно дозволити пройти туди тим, у кого не було квитків. Приблизно 10000 глядачів стояли поруч із стадіоном і таким чином також змогли побачити виступ. 
Відкрити концерт було запропоновано гурту Gazi Huzrev-Beg, ісламському хору з Сараєвського університету. Далі виступили дві сараєвські команди, Protest та Sikter, одна з яких була обрана Сакрібеєм, а інша — в результаті голосування на радіо. Музикант Howie B зіграв DJ-сет безпосередньо перед виходом U2.

Плейлист концерту був стандартним для туру PopMart, єдиною зміною була пісня «Sunday Bloody Sunday», кою замінили виступ Edge, а також сингл «Miss Sarajevo» — в другій частині виступу. 

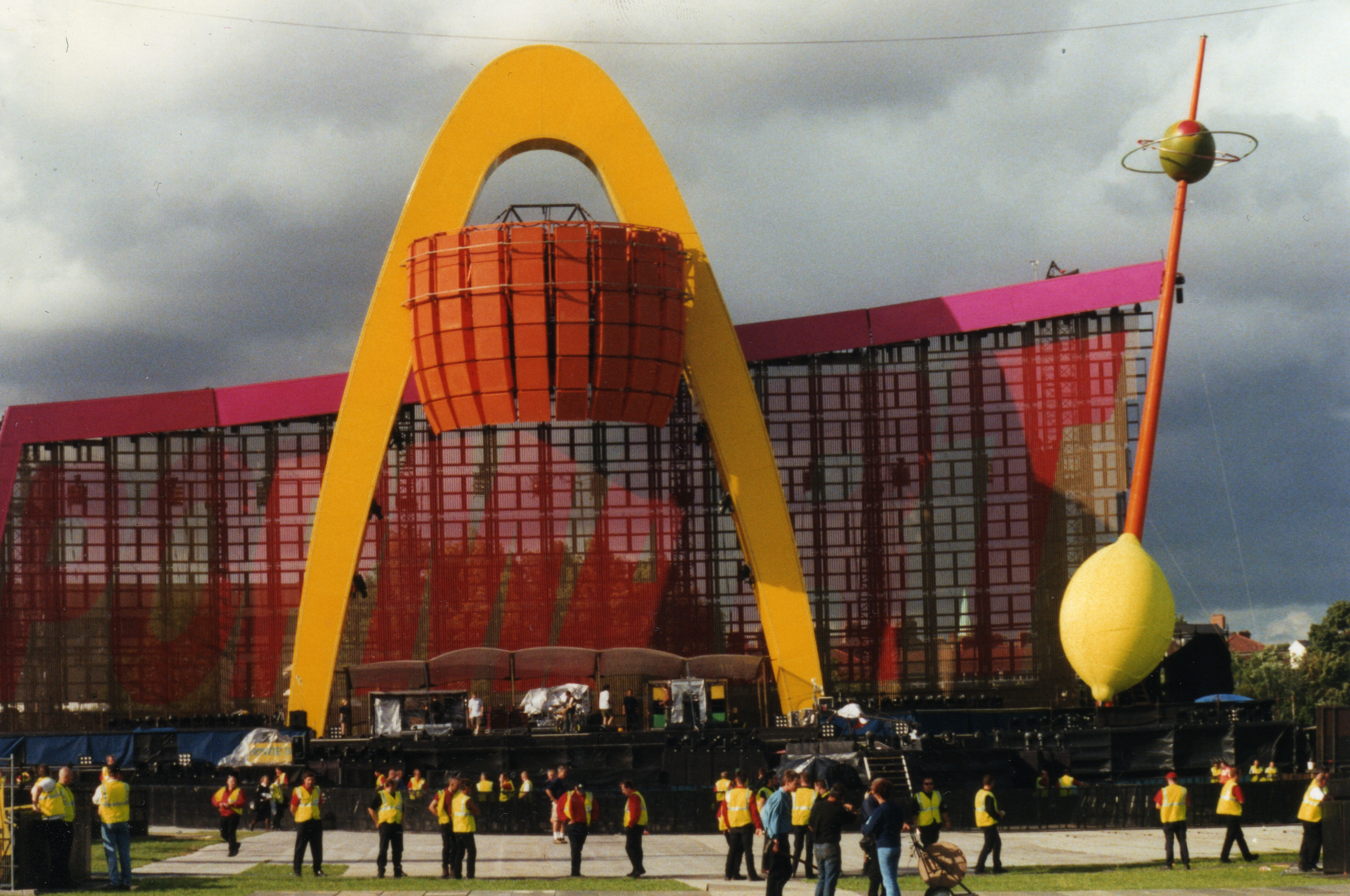
Комплект для проведення виступів PopMart (фото з Белфасту) включав золоту арку, маятник з лимоном і найбільший в світі екран.

Боно просив глядачів допомагати йому співати, а на восьмій пісні «Pride (In the Name of Love)» був вимушений читати слова замість співу. Під час виступу Боно кілька разів робили ін'єкції кортизону, які допомагали підтримувати голос на деякий час. Браян Іно був готовий замінити Боно за потреби і співати замість нього, що й запропонував йому. Натомість Боно не покидав сцену і заспівав Please та Where the Streets Have No Name, якими й завершив основну частину виступу.

Боно не знав, якої очікувати реакції на Miss Sarajevo, до того ж ця пісня до цього була виконана всього раз, на концерті 1995 року, де були Боно, The Edge, Браян Іно та Паваротті.
Після завершення, який NME назвали «виступом, найбільш сповненим сенсу», глядачі влаштували овації і довго не відпускали музикантів зі сцени.

### Реакція на концерт
Хоча боснійська війна закінчилась значно раніше, але наступного після виступу дня місцева газета вийшла із заголовком «Сьогодні закінчилась облога Сараєва». Боснійські студенти в інтерв'ю міжнародній пресі заявили, що «вони довго були відрізані від останнього світі, але тепер, завдяки U2, все змінилося».  Інший місцевий житель сказав: «цей концерт показує, що у нас тепер мир і все гаразд».
Гості концерту з інших місць колишньої Югославії назвали Сараєво «оазисом світла посеред винищених будівель і сіл». В Ассошіейтед Прес написали: «За ці дві чарівні години гурт U2 зробив те, чого не змогли зробити військові, політики та дипломати: вони об'єднали Боснію». Ендрю Мюллер з The Independent тоді писав: «Вперше з початку війни 1992 року, люди вже не під прицілами гвинтівок, вони змогли зібратися разом в столиці, щоб послухати музику. Так, як колись це робили хороші югославські гурти». Алія Ізетбеґович, президент Боснії, через Сакрібея сказав, що цей концерт був «знаковою подією». 